# Staurogyne sinica
Staurogyne sinica är en akantusväxtart som beskrevs av Cheng Yih Wu och H.S. Lo. Staurogyne sinica ingår i släktet Staurogyne och familjen akantusväxter. Inga underarter finns listade i Catalogue of Life.